# Komodo kontra kobra
Komodo kontra kobra (ang. Komodo vs. Cobra) – amerykański horror fantastyczno-naukowy z 2005 roku. Film był też wyświetlany w Polsce pod alternatywnym tytułem: Komodo vs. kobra: Starcie potworów.

## Fabuła
Na bezludnej tropikalnej wyspie, amerykańscy naukowcy dr Henry Richardson i jego córka Susan eksperymentują z nowym izotopem promieniotwórczym. Celem badań jest wykorzystanie go do uprawy roślin, które pomogą w walce z głodem na świecie. Tymczasem rząd USA, wykorzystując odkrycia naukowców, przeprowadza własne eksperymenty genetyczne na wybranych gadach, co sprawia, że zwierzęta te mutują i stają się olbrzymimi bestiami atakującymi ludzi. Tymczasem na wyspę przypływa grupa ekologów, którzy chcą zbadać co się na niej dzieje i jakie badania są tam przeprowadzane... 

## Główne role
- Michael Paré – Mike A. Stoddard
- Ryan McTavish – Jerry Ryan
- Renee Talbert – Carrie
- Jerri Manthey – Sandra
- Michelle Borth – Susan Richardson
- Ted Monte – Ted
- Glori-Anne Gilbert – Darla
- Rene Rivera – Dirk
- Jay Richardson – doktor Richardson
- Rod McCary – generał Bradley
- Roark Critchlow – major Garber
- Paul Logan – major Frank
- Damian T. Raven – Weeks
- Chris Neville – Lerner
- Delpaneaux Wills – Marsden